# Distrito electoral de Fairview (condado de Sarpy, Nebraska)
Fairview (en inglés: Fairview Precinct) es un distrito electoral ubicado en el condado de Sarpy en el estado estadounidense de Nebraska. En el Censo de 2010 tenía una población de 1896 habitantes y una densidad poblacional de 32,84 personas por km².

## Geografía
Fairview se encuentra ubicado en las coordenadas 41°5′53″N 96°3′4″O / 41.09806, -96.05111. Según la Oficina del Censo de los Estados Unidos, Fairview tiene una superficie total de 57.73 km², de la cual 55.3 km² corresponden a tierra firme y (4.22%) 2.44 km² es agua.

## Demografía
Según el censo de 2010, había 1896 personas residiendo en Fairview. La densidad de población era de 32,84 hab./km². De los 1896 habitantes, Fairview estaba compuesto por el 96.31% blancos, el 0.95% eran afroamericanos, el 0.69% eran asiáticos, el 0.05% eran isleños del Pacífico, el 0.37% eran de otras razas y el 1.64% pertenecían a dos o más razas. Del total de la población el 2.58% eran hispanos o latinos de cualquier raza.